# Stanisław Potoczek (stomatolog)
Stanisław Potoczek (ur. 15 maja 1923 w Bobowej, zm. 30 maja 2013) – polski stomatolog, prof. zw. dr hab., wykładowca akademicki, prorektor ds. nauczania Akademii Medycznej we Wrocławiu w latach 1974–1978.

## Życiorys
Przez całą karierę studencką i naukową związany był z Akademią Medyczną we Wrocławiu. Uzyskał tam kolejno stopień naukowy doktora nauk medycznych w 1961, następnie doktora habilitowanego w 1963, tytuł profesora nadzwyczajnego w 1971, i profesora zwyczajnego w 1979. W latach 1969–1974 piastował stanowisko kierownika Oddziału Stomatologii, a w latach 1962–1993 kierownika Katedry i Zakładu Stomatologii Zachowawczej na tejże uczelni. W latach 1974–1978 prorektor ds. nauczania.

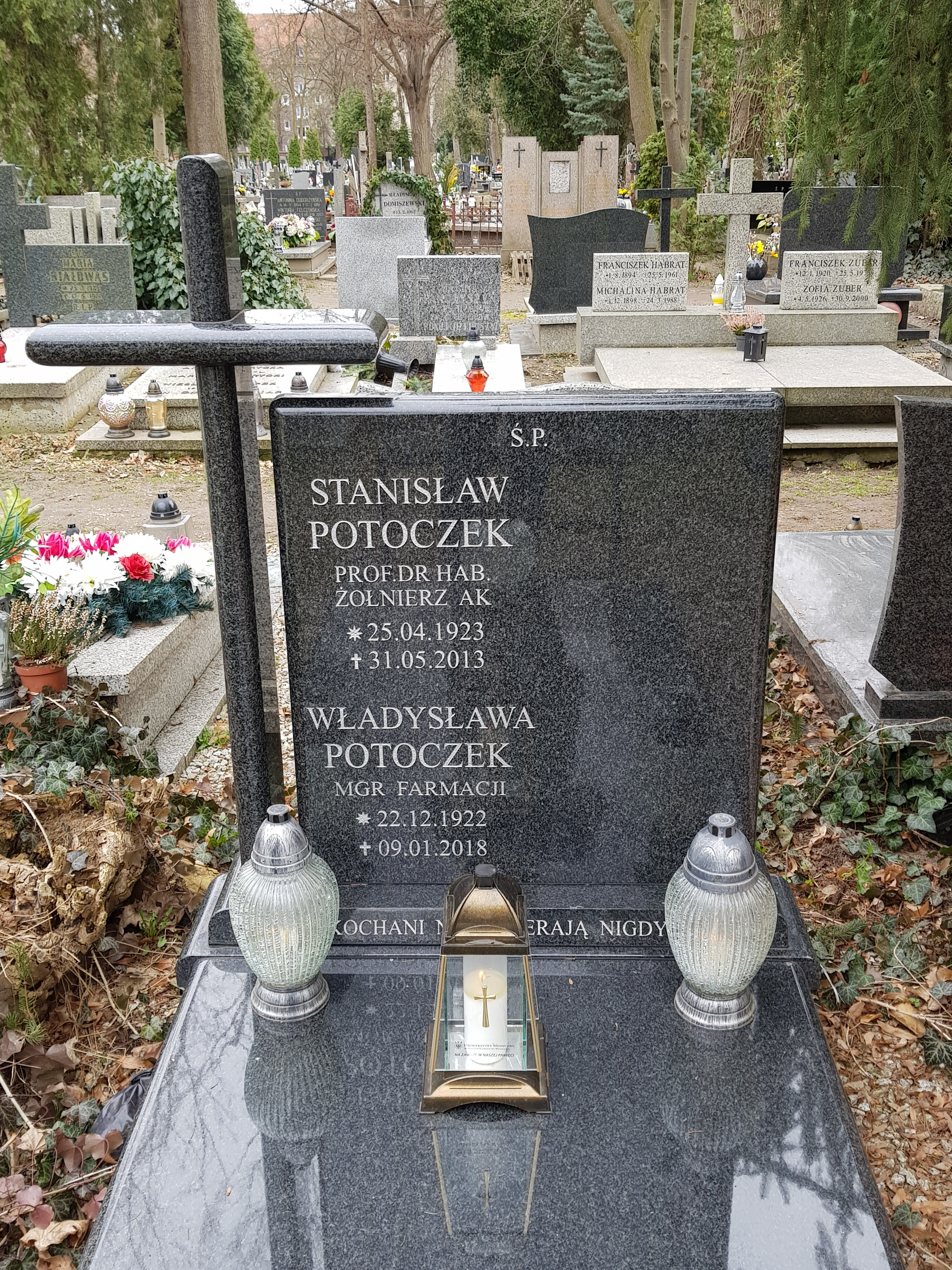
Grób prof. Potoczka i jego żony na Cmentarzu św. Wawrzyńca we Wrocławiu

W latach 1977–1985 był prezesem Zarządu Głównego Polskiego Towarzystwa Stomatologicznego, członkiem Rady Głównej Szkolnictwa Wyższego, Nauki i Techniki oraz członkiem Rady Głównej Wyższego Szkolnictwa Medycznego.
Pochowany na Cmentarzu św. Wawrzyńca we Wrocławiu.

## Odznaczenia
- Krzyż Komandorski Orderu Odrodzenia Polski
- Krzyż Oficerski Orderu Odrodzenia Polski
- Srebrny Krzyż Zasługi
- Krzyż Partyzancki
- Medal Zwycięstwa i Wolności
- Odznaka honorowa „Za wzorową pracę w służbie zdrowia”
- Odznaka „Zasłużony Nauczyciel”
- Medal im. prof. Jana Mikulicza-Radeckiego